# Calamus sarawakensis
Calamus sarawakensis är en enhjärtbladig växtart som beskrevs av Odoardo Beccari. Calamus sarawakensis ingår i släktet Calamus och familjen Arecaceae. Inga underarter finns listade i Catalogue of Life.